# Lasionycta illima
Lasionycta illima es una especie de mariposa nocturna de la familia Noctuidae. Se encuentra desde Pink Mountaina en el noreste de Columbia Británica, pasando por el sur del Yukón, hasta Alaska oriental.
Su envergadura es de 27 mm en machos y entre 32-33 mm en hembras.
- Datos: Q6493421
- Multimedia: Lasionycta illima / Q6493421
- Especies: Lasionycta illima